# Carnoules
Carnoules is een gemeente in het Franse departement Var (regio Provence-Alpes-Côte d'Azur) en telt 2594 inwoners (1999). De plaats maakt deel uit van het arrondissement Toulon.

## Geografie
De oppervlakte van Carnoules bedraagt 25,5 km², de bevolkingsdichtheid is 101,7 inwoners per km².

## Verkeer en vervoer
In de gemeente ligt spoorwegstation Carnoules.
De onderstaande kaart toont de ligging van Carnoules met de belangrijkste infrastructuur en aangrenzende gemeenten.

## Demografie
Onderstaande figuur toont het verloop van het inwonertal (bron: INSEE-tellingen).